# Buckauer Hauptgraben
Der Buckauer Hauptgraben, in seinem Oberlauf Kobser Bach, ist ein Fließgewässer im Landkreis Potsdam-Mittelmark in Brandenburg. Er entspringt südlich der Kleinstadt Ziesar und mündet im Fiener Bruch in die Buckau.

## Verlauf

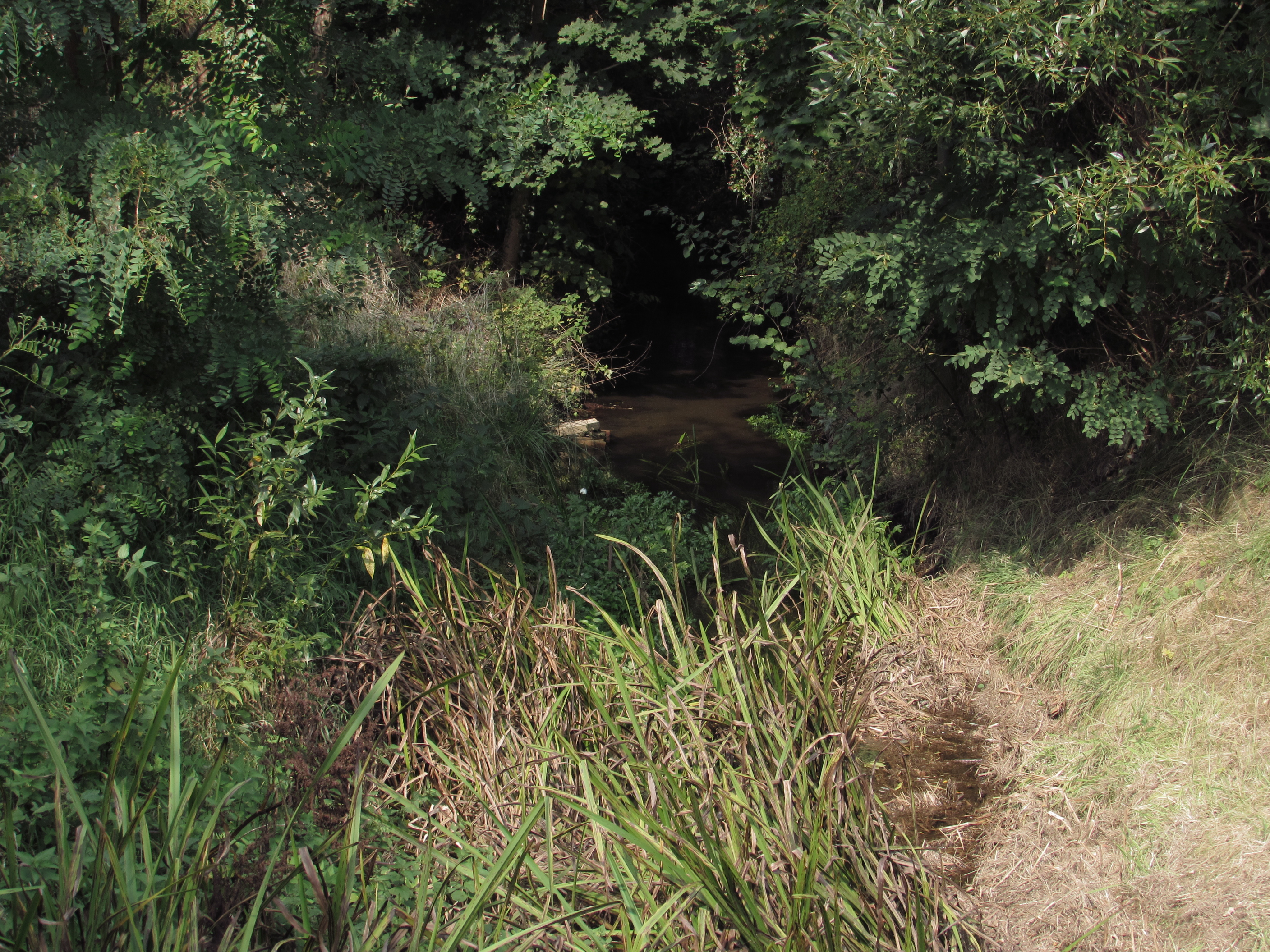
Der Kobser Bach bei Ziesar

Der grabenartig ausgebaute Kobser Bach entspringt in einem Feuchtgebiet, dem Alten See, etwa einen Kilometer südlich Ziesars. Er verläuft zunächst in nördlicher Richtung, wobei er das Wasser mehrerer Meliorationsgräben aufnimmt. Innerhalb der Stadt passiert er die Burg Ziesar, die direkt an seinem östlichen Ufer liegt. Nördlich Ziesars ändert er seine Richtung und verläuft auf etwa einen Kilometer in östliche Richtung. Hier liegt die Kobser Mühle, eine erste Staustufe im Verlauf des Buckauer Hauptgrabens. Knapp unterhalb dieser Mühle gibt das Fließgewässer einen Altarm des Kobser Bachs ab, der nach etwa drei Kilometern blind im Fiener Bruch endet. Der Buckauer Hauptgraben schwenkt wieder scharf nach Norden und nimmt westlich der Bücknitzer Heide, kurz nach Erreichen des eiszeitlich gebildeten Urstromtals Fiener Bruch, den Siebbach auf. Weitere Wehre und Staustufen werden passiert. Nordwestlich Bücknitz im Bruchtal nimmt der Buckauer Hauptgraben einen nur als Hauptgraben bezeichneten und zur Buckau drainierenden Teilabschnitt des Fiener Hauptvorfluters auf und schwenkt in dessen Verlaufsrichtung wieder nach Osten. Etwa 200 Meter vor der Mündung in die Buckau, südlich des Dorfes Viesen, wird der Zitzer Landgraben, ebenfalls ein Entwässerungsgraben des Fiener Bruchs, aufgenommen. Nahe der Viesener Mühle mündet schließlich der Buckauer Hauptgraben in die Buckau ein. Die Lände des Buckauer Hauptgrabens einschließlich seines Oberlaufs Kobser Bach beträgt 14,2 Kilometer, sein Einzugsgebiet umfasst etwas mehr als 50 Quadratkilometer. Neun Wehre in seinem Verlauf dienen der Regulierung des Abflusses und Wasserstandes.

## Schutzgebiete
Schutzgebiete im Verlauf des Kobser Bachs beziehungsweise des Buckauer Hauptgrabens sind der geschützte Landschaftsbestandteil Alter See südlich Ziesars, der gleichzeitig ein geschütztes Biotop ist. Nördlich Ziesars fließt das Gewässer durch das Vogelschutzgebiet Fiener Bruch (SPA-Gebiet).